# Olympische Sommerspiele 2024/Teilnehmer (Antigua und Barbuda)
| Gelbes Symbol für Goldmedaillen mit stilisierten Olympischen Ringen | Graues Symbol für Silbermedaillen mit stilisierten Olympischen Ringen | Braundes Symbol für Bronzemedaillen mit stilisierten Olympischen Ringen |
| ------------------------------------------------------------------- | --------------------------------------------------------------------- | ----------------------------------------------------------------------- |
| —                                                                   | —                                                                     | —                                                                       |

Antigua und Barbuda nahm an den Olympischen Spielen 2024 vom 26. Juli bis zum 11. August 2024 in Paris teil. Es war die insgesamt zwölfte Teilnahme an Olympischen Sommerspielen.

## Teilnehmer nach Sportarten

### Leichtathletik
Die Olympianormen des Weltverbandes hatten zwei Leichtathleten des Landes erreicht.
Laufen und Gehen
| Athleten      | Wettbewerb | Vorlauf | Vorlauf | Halbfinale    | Halbfinale    | Finale        | Finale        | Rang |
| Athleten      | Wettbewerb | Zeit    | Rang    | Zeit          | Rang          | Zeit          | Rang          | Rang |
| ------------- | ---------- | ------- | ------- | ------------- | ------------- | ------------- | ------------- | ---- |
| Frauen        |            |         |         |               |               |               |               |      |
| Joella Lloyd  | 100 m      | 11,37 s | 7       | ausgeschieden | ausgeschieden | ausgeschieden | ausgeschieden | 42   |
| Männer        |            |         |         |               |               |               |               |      |
| Cejhae Greene | 100 m      | 10,17 s | 4       | ausgeschieden | ausgeschieden | ausgeschieden | ausgeschieden | 30   |

### Schwimmen
| Athleten       | Wettbewerb  | Vorlauf     | Vorlauf | Halbfinale    | Halbfinale    | Finale        | Finale        | Rang |
| Athleten       | Wettbewerb  | Zeit        | Rang    | Zeit          | Rang          | Zeit          | Rang          | Rang |
| -------------- | ----------- | ----------- | ------- | ------------- | ------------- | ------------- | ------------- | ---- |
| Frauen         |             |             |         |               |               |               |               |      |
| Ellie Shaw     | 100 m Brust | 1:14,78 min | 35      | ausgeschieden | ausgeschieden | ausgeschieden | ausgeschieden | 35   |
| Männer         |             |             |         |               |               |               |               |      |
| Jadon Wuilliez | 100 m Brust | 1:02,70 min | 26      | ausgeschieden | ausgeschieden | ausgeschieden | ausgeschieden | 26   |

### Segeln
Bei den Panamerikanischen Spielen 2023 konnte Antigua und Barbuda einen Quotenplatz für den Wettbewerb im Formula Kite der Männer gewinnen.
| Athleten    | Wettbewerb   | Qualifikation | Qualifikation | Medal Race    | Medal Race    | Punkte | Rang |
| Athleten    | Wettbewerb   | Punkte        | Rang          | Punkte        | Rang          | Punkte | Rang |
| ----------- | ------------ | ------------- | ------------- | ------------- | ------------- | ------ | ---- |
| Männer      |              |               |               |               |               |        |      |
| Tiger Tyson | Formula Kite | 69            | 17            | ausgeschieden | ausgeschieden | 69     | 17   |